# Stages
Stages е шестият студиен албум на английската певица Мелани Си, издаден през 2012 г. Албумът успява да достигне 50-о място във Великобритания.

## Списък с песните

### Оригинално издание
1. Maybe This Time – 3:37
2. Another Hundred People – 2:47
3. I Know Him So Well (с Ема Бънтън) – 4:24
4. Aren't You Kinda Glad We Did? – 3:12
5. I Don't Know How to Love Him – 5:22
6. Both Sides Now – 5:01
7. Ain't Got No/I Got Life – 3:09
8. I Just Don't Know What to Do With Myself – 3:24
9. I Only Have Eyes for You – 3:20
10. Tell Me It's Not True – 5:09
11. My Funny Valentine – 2:57
12. Something Wonderful – 2:52

### iTunes издание
1. Anything Goes – 2:57